# لسوتو در پارالمپیک
لسوتو برای نخستین‌بار در بازی‌های پارالمپیک تابستانی ۲۰۰۰ که در سیدنی، استرالیا برگزار شد، در بازی‌های پارالمپیک شرکت کرد. از آن زمان، این کشور در تمامی دوره‌های پارالمپیک تابستانی حضور یافته‌است، اما هیچ‌گاه در پارالمپیک زمستانی شرکت نکرده‌است. لسوتو تاکنون موفق به کسب مدال در پارالمپیک نشده‌است.
لسوتو همچنین در پارالمپیک تابستانی ۲۰۱۲ شرکت کرد و کمیته ملی پارالمپیک لسوتو شهر بدفورد، انگلستان را به‌عنوان پایگاه تمرینی ورزشکارانش در بریتانیا برگزید.

## تاریخچه
در مجموع، چهار ورزشکار از لسوتو در پارالمپیک حضور داشته‌اند و همگی در رشتهٔ دو و میدانی رقابت کرده‌اند:

لِوی موشوئوشو ماکوآنیانه (Levy Moshoeshoe Makoanyane) در ۱۰۰ متر و ۲۰۰ متر مردان (ردهٔ T46) در پارالمپیک ۲۰۰۰ شرکت کرد، اما موفق به صعود از مرحله مقدماتی نشد.
لیمفو راکوتو (Limpho Rakoto) در ۱۰۰ متر زنان (T46) در پارالمپیک‌های ۲۰۰۰ و ۲۰۰۴ حضور یافت و در هر دو دوره از مرحله مقدماتی حذف شد.
سلو موته‌به (Sello Mothebe) در ۱۰۰ متر مردان (T12) در سال ۲۰۰۴ شرکت کرد و از صعود بازماند.
تاتو موهاسوا (Thato Mohasoa) تنها نماینده لسوتو در پارالمپیک تابستانی ۲۰۰۸ بود که در مادهٔ ۱۰۰ متر زنان (T12) رقابت کرد و موفق به صعود نشد.